# Armistizio di Znaim
L'armistizio di Znaim ebbe luogo a Znojmo (in tedesco Znaim) in Moravia Meridionale fra la Francia napoleonica e l'Austria e fu sottoscritto per la prima dai marescialli Marmont e Andrea Massena e per la seconda dall'arciduca Carlo d'Asburgo-Teschen il pomeriggio dell'11 luglio 1809 con effetto dal 12 luglio.
L'armistizio s'impose ai contendenti della quinta coalizione dopo la vittoria di Napoleone Bonaparte a Wagram (e dopo due giorni di aspri scontri a Znaim, come risultato dell'inseguimento francese delle truppe austriache sconfitte a Wagram) e la conseguente occupazione della Bassa Austria da parte delle truppe francesi.

## La battaglia di Znaim
Dopo la sconfitta a Wagram, l'arciduca Carlo d'Asburgo-Teschen si ritirò in Boemia per ricostituire il suo esercito sconfitto. Anche l'esercito francese aveva subito pesanti perdite e non fu in grado di inseguire il nemico in fuga. Tuttavia due giorni dopo Napoleone ordinò alle sue truppe di riprendere l'inseguimento del nemico per annientarlo una volta per tutte. I francesi del maresciallo Marmont, con un forte contingente bavarese, inseguirono il nemico lungo il fiume Thaya e lo raggiunsero il 10 luglio. Marmont, credendo di trovarsi di fronte solo la retroguardia dell'esercito nemico, diede ordine ai bavaresi di occupare il villaggio di Tesswitz a sud di Znaim, mentre con il rimanente delle sue truppe attaccò quello di Zuckerhandl.
I bavaresi riuscirono a conquistare Tesswitz ma furono presto costretti a lasciarla a causa dei rinforzi austriaci sopraggiunti. Marmont rinnovò gli attacchi bavresi riprendendo Tesswitz ma perdendola subito dopo. Il villaggio cambiò di mano più volte nella giornata. Marmont aveva sperato di attaccare con la sua cavalleria gli austriaci alle spalle, ma quando raggiunse le alture sopra Tesswitz, si trovò di fronte cinque corpi nemici. La cavalleria francese fu quindi costretta a ritirarsi di fronte ad un grosso fronte di corazzieri austriaci.
Marmont si trovò quindi impegnato a fronteggiare 40 000 austriaci, trovandosi così in forte inferiorità numerica, e dovette ricorrere all'aiuto delle truppe del collega Masséna.
L'arciduca Carlo ritirò le sue forze in una posizione difensiva a lui favorevole, posta in modo tale da tenere la riva nord del fiume Thaya ed il villaggio di Znaim.
Napoleone giunse a Tesswitz alle 10 di mattina del giorno 11 e, nonostante avesse portato con sé rinforzi di cavalleria e di artiglieria, ritenne di non essere ancora in grado di sferrare un attacco decisivo. Il suo piano era quello d'impiegare i corpi di Masséna per impegnare gli austriaci per tutto il giorno, attendendo così i corpi dei marescialli Davout ed Oudinot, che sarebbero arrivati al mattino presto del giorno 12.
Masséna lanciò il suo attacco sull'estrema destra dello schieramento austriaco durante la metà mattinata e conquistò subito il ponte sul Thaya a sud di Znaim. Le sue truppe conquistarono due piccoli villaggi e quindi avanzarono direttamente su Znaim. Nel frattempo l'arciduca Carlo rafforzò le sue posizioni con due brigate di granatieri che avanzarono durante un temporale e respinsero indietro i francesi.
Dopo due giorni di inutili combattimenti, nei quali le due parti riscontrarono un numero pressoché simile di perdite, senza che nessuna di loro riuscisse a prevalere, Napoleone ordinò ai suoi marescialli il cessate il fuoco e si procedette alla trattativa per l'armistizio richiesto dall'arciduca Carlo.

## L'armistizio
Ormai intenzionato a porre fine alle ostilità, Carlo aveva inviato il generale Liechtenstein al quartier generale francese con l'offerta di un armistizio; Napoleone era piuttosto felice di accettarlo, visto che era consapevole di non poter impedire un'ulteriore ritirata di Carlo verso nord, fatto che lo avrebbe allontanato ancora di più dalla vitale base francese di Vienna e lo avrebbe esposto ad attacchi da parte dell'arciduca Giovanni sulle sue linee di comunicazione. L'armistizio fu firmato nel pomeriggio dell'11 luglio, entrando formalmente in vigore la mattina successiva: gli austriaci si impegnarono ad evacuare Brünn e Graz e ad arretrare dietro la frontiera della Moravia ed a mantenere le loro attuali posizioni in Polonia. Per quanto riguardava il Tirolo, sebbene il 29 maggio 1809 l'imperatore Francesco II avesse assicurato che non voleva sottoscrivere alcun trattato, che non contemplasse per sempre il legame dell'Austria con il Tirolo, il Punto IV dell'accordo armistiziale prevedeva lo sgombero da parte delle truppe austriache del Tirolo e del Vorarlberg.  La corte viennese si astenne dall'inviare in Tirolo chiare notizie in merito, per cui in quella regione si continuarono a combattere sanguinose battaglie.

## Conseguenze
L'armistizio fu il preludio della fine della guerra della quinta coalizione, che si concluse il 14 ottobre con la pace di Schönbrunn.
Un'altra delle conseguenze fu che l'arciduca Carlo venne sospeso temporaneamente dall'imperatore dal grado di Generalissimo.